# (187) Lamberta
(187) Lamberta ist ein Asteroid des mittleren Hauptgürtels, der am 11. April 1878 vom französischen Astronomen Jérôme-Eugène Coggia am Observatoire de Marseille entdeckt wurde.
Der Asteroid wurde benannt nach Johann Heinrich Lambert (1728–1777), der die Milchstraße als „Ekliptik der Fixsterne“ beschrieb und andere bemerkenswert gute kosmologische Vermutungen anstellte. Sein Gesetz der exponentiellen Absorption von Licht und sein Theorem bezüglich Schlussfolgerungen aus der Krümmung der scheinbaren Bahnen von Kometen sind noch heute in Gebrauch. Er bewies als Erster die Irrationalität von π (1768), führte die heutigen Symbole der Hyperbelfunktionen ein und arbeitete das neue Thema weiter aus. Lambert wird auch durch Krater auf dem Mond und dem Mars geehrt. Die CGS-Einheit der Leuchtdichte, die der Helligkeit einer perfekt streuenden Oberfläche entspricht, die 1/π Candela pro Quadratzentimeter abstrahlt oder reflektiert, trägt seinen Namen.

## Wissenschaftliche Auswertung
Aus Ergebnissen der IRAS Minor Planet Survey (IMPS) wurden 1992 erstmals Angaben zu Durchmesser und Albedo für zahlreiche Asteroiden abgeleitet, darunter auch (187) Lamberta, für die damals Werte von 130,4 km bzw. 0,06 erhalten wurden. Eine Auswertung von Beobachtungen durch das Projekt NEOWISE im nahen Infrarot führte 2011 zu vorläufigen Werten für den Durchmesser und die Albedo im sichtbaren Bereich von 133,0 km bzw. 0,06. Ein Vergleich von Daten, die von 1978 bis 2011 an der Sternwarte Ondřejov in Tschechien und am Table Mountain Observatory in Kalifornien gesammelt wurden, mit den Daten von NEOWISE führte 2012 zu den gleichen Werten. Nachdem die Werte nach neuen Messungen mit NEOWISE 2012 auf 147,3 km bzw. 0,04 korrigiert worden waren, wurden sie 2014 auf 129,9 km bzw. 0,07 geändert. Nach der Reaktivierung von NEOWISE im Jahr 2013 und Registrierung neuer Daten wurden die Werte 2015 zunächst mit 125,2 bis 132,1 km bzw. 0,04 angegeben und dann 2016 erneut korrigiert zu 122,8 km bzw. 0,05, diese Angaben beinhalten aber alle hohe Unsicherheiten. Aus der Beobachtung einer Sternbedeckung durch den Asteroiden konnte in einer Untersuchung von 2020 für (187) Lamberta ein Durchmesser von 141,5 ± 0,5 km bestimmt werden.

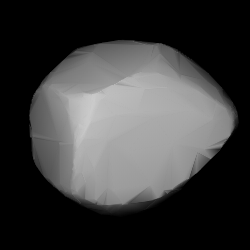
Berechnetes 3D-Modell von (187) Lamberta

Am Table Mountain Observatory waren vom 22. bis 30. April 1982 photometrische Beobachtungen von (187) Lamberta durchgeführt worden. Aus den Daten konnte eine Rotationsperiode von 10,670 h bestimmt werden. Die Veröffentlichung dieser Daten erfolgte aber erst 1999. In der Zwischenzeit waren bereits weitere Messungen vom 25. bis 28. April 1991 am La-Silla-Observatorium in Chile erfolgt. Aus der gemessenen Lichtkurve konnte hier eine Rotationsperiode von 10,663 h abgeleitet und auch als erste veröffentlicht werden. Eine Auswertung von archivierten Lichtkurven ermöglichte einer Forschergruppe in einer Untersuchung von 2011 die genaue Bestimmung der Rotationsperiode zu 10,6670 h mit einer retrograden Rotation des Asteroiden. Die Benutzung archivierter Lichtkurven in Verbindung mit weiteren Beobachtungen aus dem Zeitraum 2004 bis 2011 ermöglichte der Forschergruppe in einer Untersuchung von 2016 erneut die Bestimmung der Rotationsperiode zu 10,6670 h, außerdem konnten zwei alternative Lösungen für die räumliche Lage der Rotationsachse angegeben werden in Verbindung mit einer retrograden Rotation.
Aus archivierten Daten und photometrischen Messungen von Gaia DR2 konnte dann 2021 erneut eine Rotationsachse mit retrograder Rotation berechnet werden. Die Rotationsperiode wurde zu 10,66703 h bestimmt. Aus archivierten Daten des Asteroid Terrestrial-impact Last Alert System (ATLAS) aus dem Zeitraum 2015 bis 2018 konnte in einer Untersuchung von 2022 mit der Methode der konvexen Inversion eine Rotationsperiode von 10,6672 h berechnet werden.
Eine Abschätzung von Masse und Dichte für den Asteroiden aufgrund von gravitativen Beeinflussungen auf Testkörper hatte in einer Untersuchung von 2012 zu einer Masse von etwa 1,80·1018 kg geführt und mit einem angenommenen Durchmesser von etwa 131 km zu einer Dichte von 1,51 g/cm³ bei einer Porosität von 32 %. Diese Werte besitzen eine Unsicherheit im Bereich von ±47 %. Ein umfangreiches Programm der Europäischen Südsternwarte (ESO) zielte darauf ab, die 3D-Form und damit die Dichte von großen Hauptgürtel-Asteroiden zu ermitteln, um ihre Entstehung und Entwicklung besser zu belegen. Es wurden dazu mit dem adaptiven Optikinstrument (AO) SPHERE des Very Large Telescope (VLT) am Paranal-Observatorium in Chile hochauflösende Bilder von 42 großen (D > 100 km) Hauptgürtel-Asteroiden aufgenommen, darunter auch (187) Lamberta. Die AO-Bilder wurden auch mit Daten aus anderen Quellen, vor allem mit photometrischen Lichtkurven, kombiniert, die halfen, die Betrachtungsgeometrien abzudecken, die auf den AO-Bildern nicht zu sehen sind, wie z. B. Beobachtungen am 17. und 18. Mai 2018 mit dem Teleskop TRAPPIST-South in Chile. Neben hochaufgelösten Bildern des Asteroiden konnten in der finalen Auswertung 2022 unter anderem folgende Daten erfasst werden:
- Mittlerer Durchmesser 141 ± 2 km
- Abmessungen in drei Achsen (151 × 122 × 130) km
- Masse 1,9·1018 kg
- Dichte 1,28 g/cm³
- Albedo 0,05
- Rotationsperiode 10,66703 h
- Position der Rotationsachse mit retrograder Rotation

Im Jahr 2023 wurde aus photometrischen Messungen von Gaia DR3 erneut ein dreidimensionales Gestaltmodell des Asteroiden für eine Rotationsachse mit retrograder Rotation und einer Periode von 10,6671 h berechnet.